# Rickenbach BL
| BL ist das Kürzel für den Kanton Basel-Landschaft in der Schweiz. Es wird verwendet, um Verwechslungen mit anderen Einträgen des Namens Rickenbach zu vermeiden. |

Rickenbach ist eine politische Gemeinde im Bezirk Sissach des Kantons Basel-Landschaft in der Schweiz.

## Wappen
Das seit 1947 existierende Rickenbacher Wappen zeigt einen silbernen Wellenbalken, der das Wappen waagerecht in eine rote und blaue Hälfte teilt. Es wiederholt die Farben der kirchlichen Muttergemeinde Gelterkinden, der silberne Streifen symbolisiert das Rickenbächlein, und die blaue Hälfte steht für den einstigen Fischweiher von Rickenbach.

## Geschichte

Historisches Luftbild von Werner Friedli von 1950

Im Jahr 1274 wird erstmals ein «Richenbah» erwähnt. Über die Entstehung des Dorfnamens ist man sich nicht einig. Das Dorf kam 1461 zur Stadt Basel. Vermutungen, dass das Dorf ursprünglich ein Weiler von Gelterkinden war, haben sich nicht bestätigt. Trotzdem sind beide Dörfer als Pfarrei eng miteinander verbunden, was sich in den gleichen Farben der beiden Gemeindewappen widerspiegelt.
1510 liess die Basler Obrigkeit hier einen Fischweiher anlegen. Mit etwa drei Hektaren Fläche erstreckte er sich über die gesamte Ebene westlich des Dorfes. Im Weiher wurden Karpfen für die Stadt Basel gezüchtet. Er war jedoch auch Tummelplatz für zahlreiche Amphibien, was den Rickenbachern den Spitznamen «d Frösch» eingebracht hat. Die Einwohner von Rickenbach waren mit der Pflege und Instandhaltung des Weihers beschäftigt. Sie lebten zusätzlich von bescheidenem Ackerbau, Viehzucht und später von der Posamenterei. So ist es denn auch nicht verwunderlich, dass sich Rickenbach 1831 mit 36 zu 21 Stimmen gegen die Kantonstrennung aussprach.
Ein sehr wichtiges Standbein für die hiesige Landwirtschaft ist heute der Obstbau. Es werden vor allem Kirschen und Zwetschgen angebaut.
Die Siedlung von Rickenbach veränderte sich während Jahrhunderten kaum. Wegen des Trinkwasserproblems konnte keine grosse Bautätigkeit einsetzen. Den Dorfkern durchzieht seit 1848 die Hauptstrasse nach Buus, an der am südlichen Dorfeingang das 1830 erbaute Schulhaus steht. Im Jahre 2001 wurde dieses total saniert und ist heute mit moderner Einrichtung den gestellten Anforderungen wieder gewachsen. Die vormals zwei alten Gastwirtschaften, die an den guten Ruf Rickenbachs als Kurort erinnerten, bestehen heute selbst nur noch in der Erinnerung. Es besteht lediglich noch eine kleine Dorfbeiz und das Restaurant «Barriere».
Seit 1971 besitzt die Gemeinde einen eigenen Sportplatz und seit 1985 eine eigene Mehrzweckhalle.

## Persönlichkeiten
- Heinrich Handschin (1830–1894), Unternehmer
- Hans Sutter (1921–1988), Archivar, Historiker und Gemeindepräsident von 1948 bis 1978

## Bilder

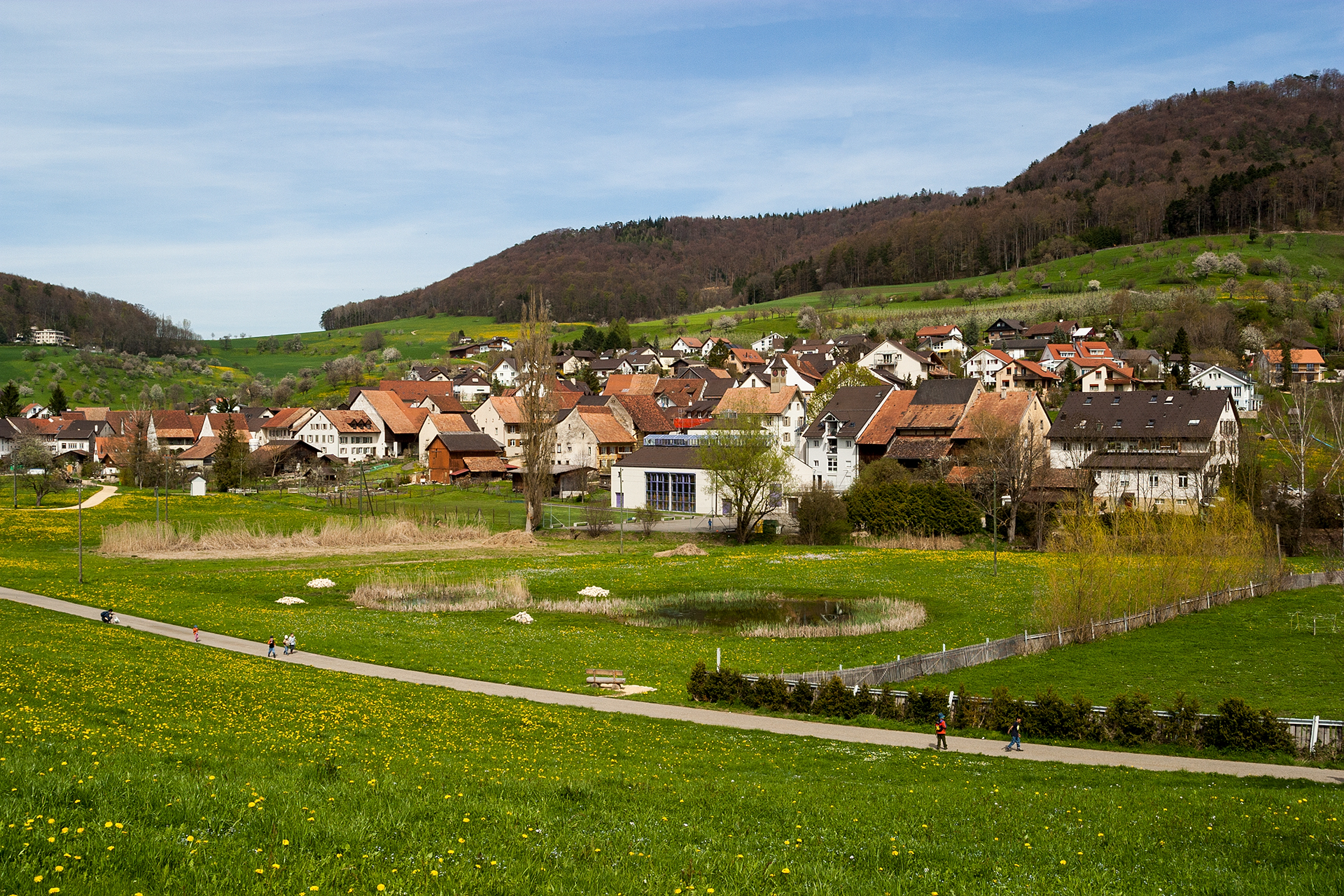
Rickenbach
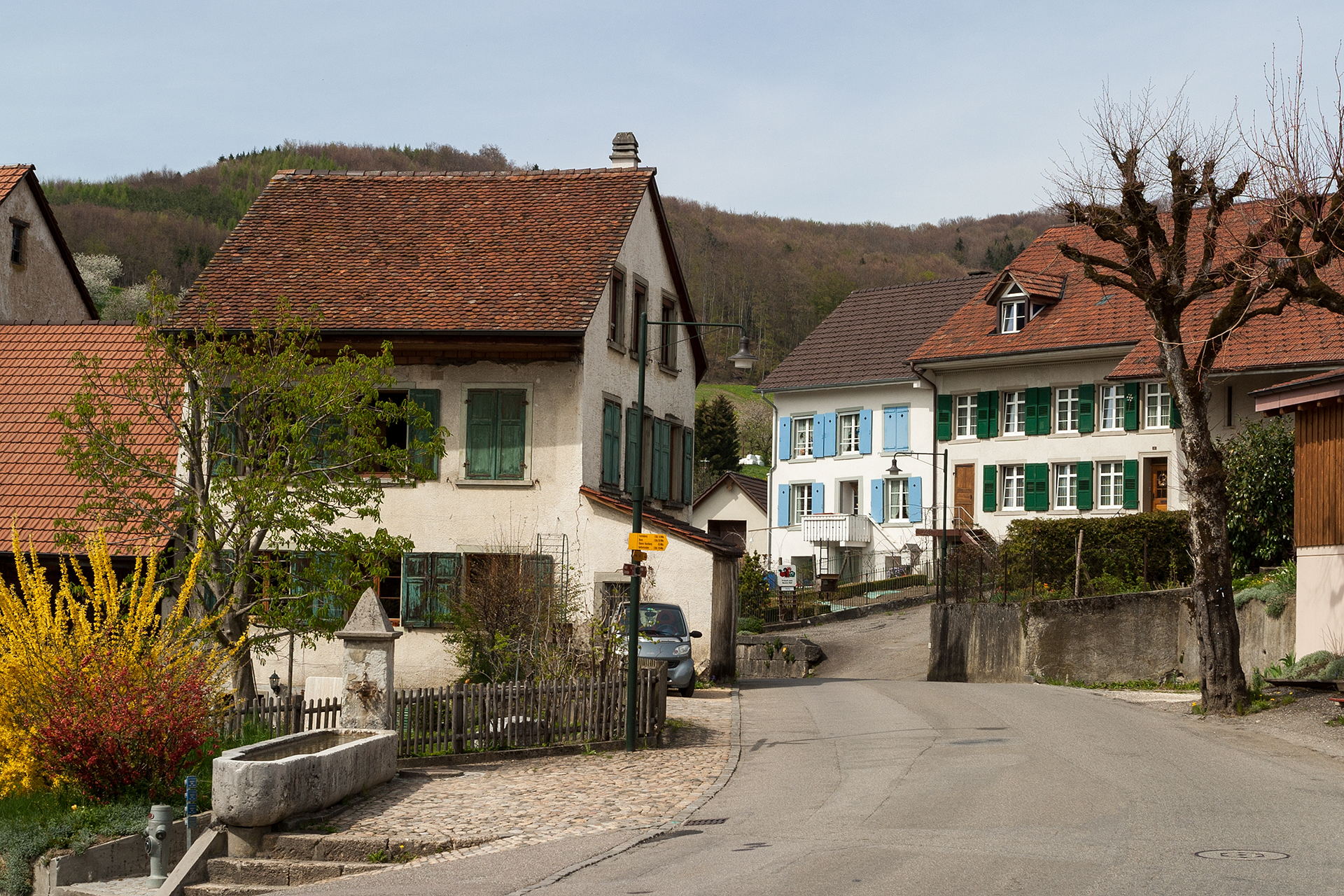
Dorfzentrum
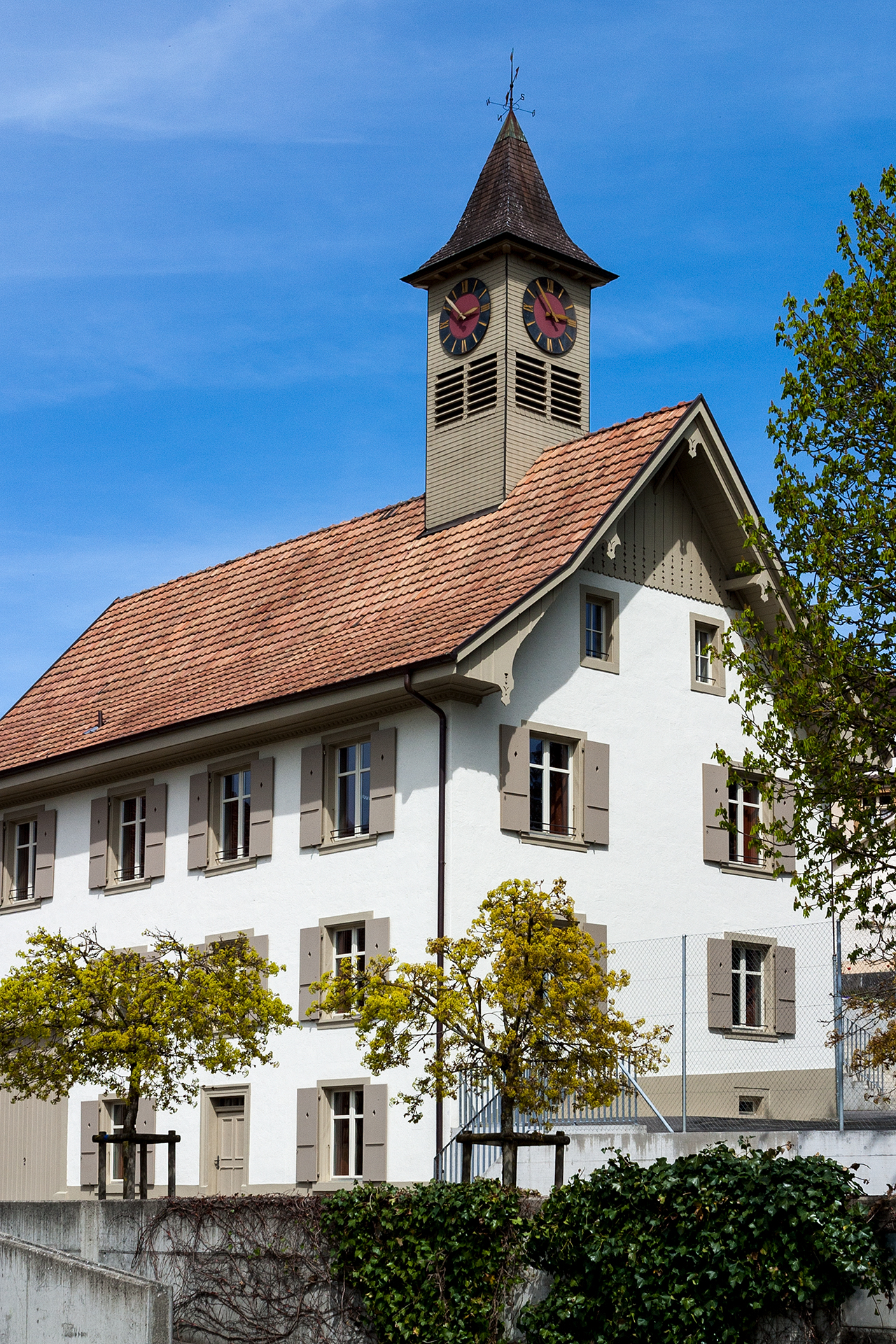
Altes Schulhaus
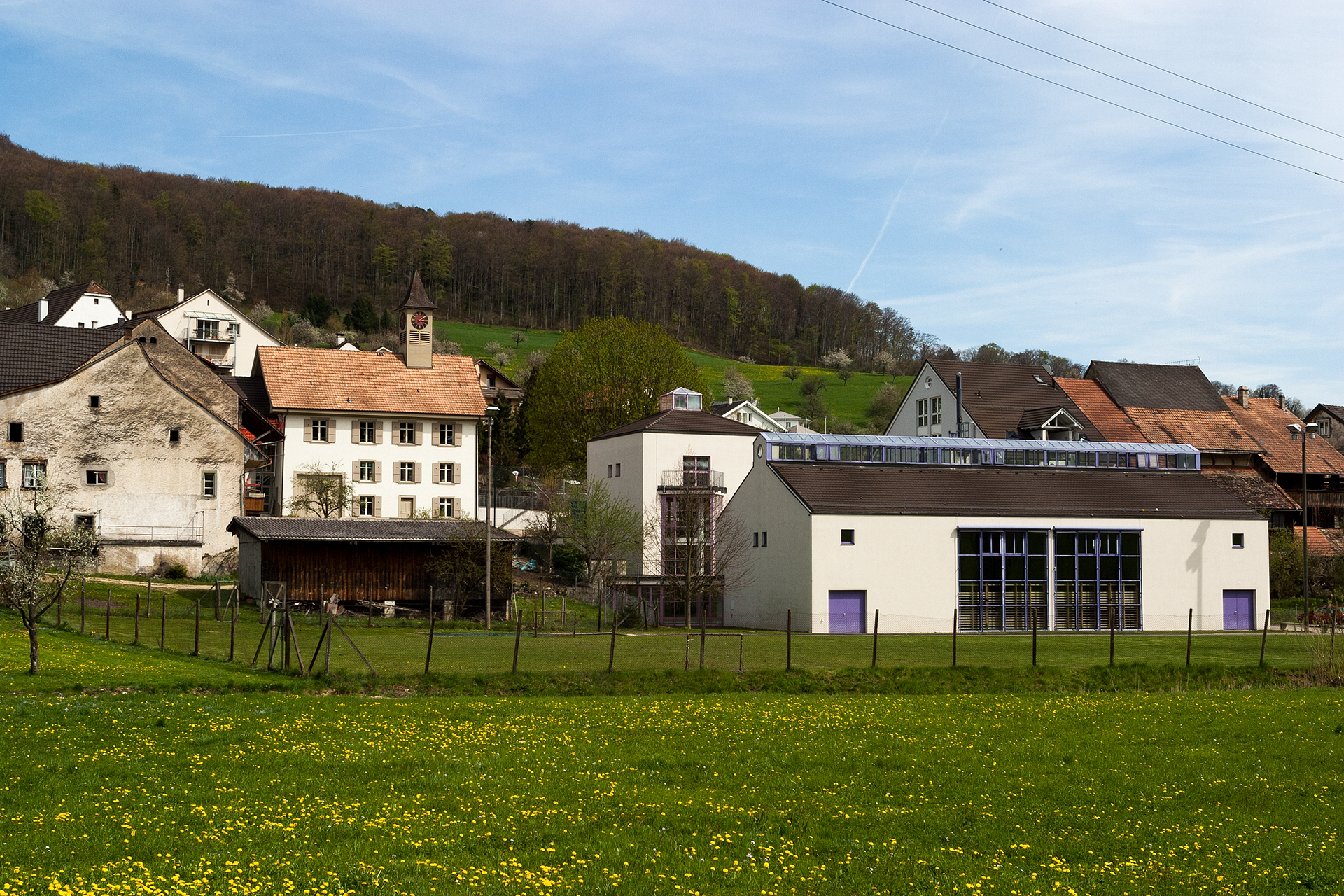
Schulanlage
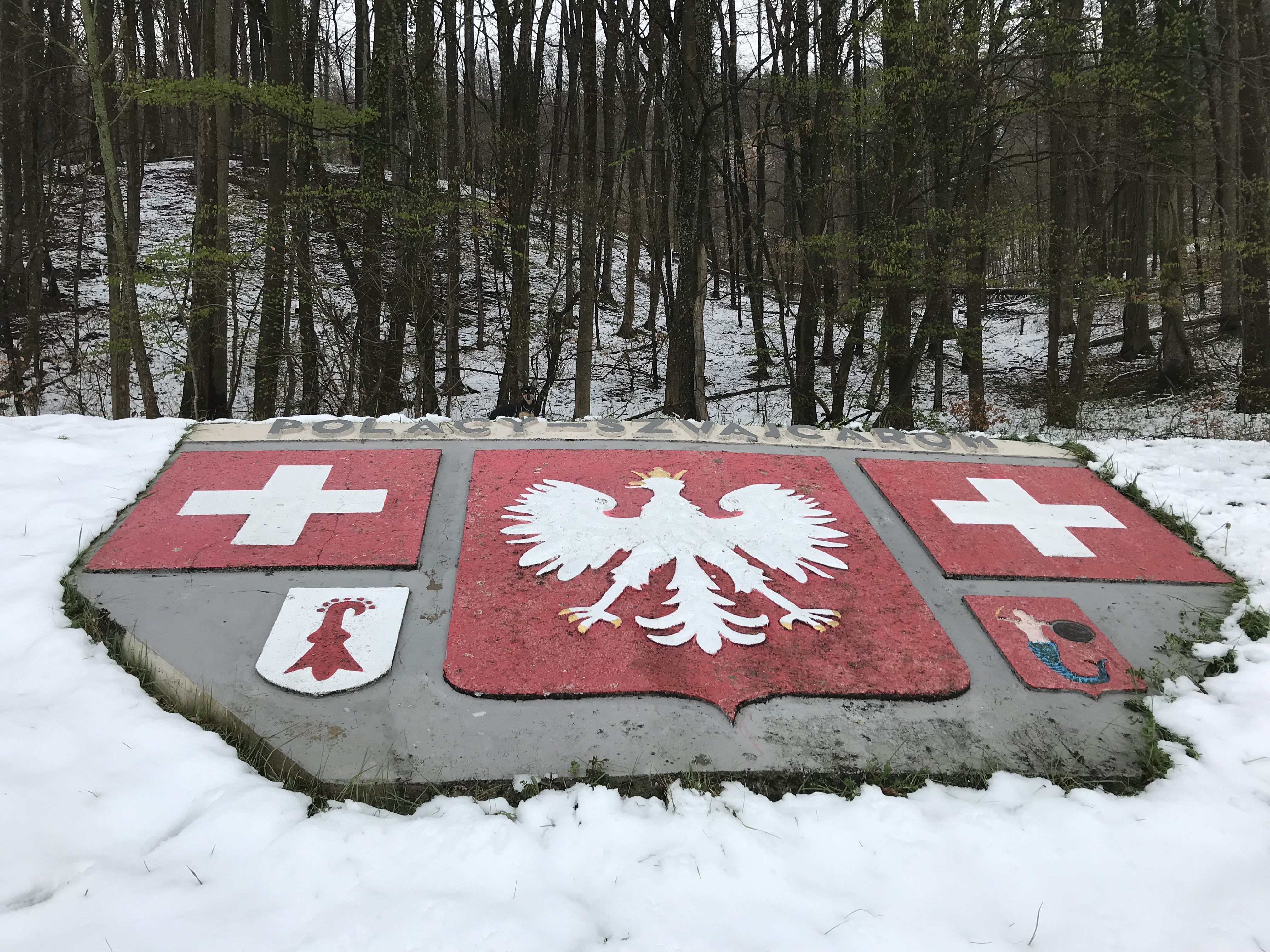
Polendenkmal